# Arapaima (halnem)
Az Arapaima a sugarasúszójú halak (Actinopterygii) osztályának elefánthalak (Osteoglossiformes) rendjébe, ezen belül az Arapaimidae családjába tartozó nem.

## Rendszerezés
A nembe az alábbi 4 faj tartozik:
- Arapaima agassizii (Valenciennes, 1847)
- arapaima (Arapaima gigas) (Schinz, 1822) - típusfaj
- Arapaima leptosoma Stewart, 2013
- Arapaima mapae (Valenciennes, 1847)

A FishBase csak a fenti négy fajt ismeri el, azonban egyes rendszerező szerint van egy ötödik faj is, az úgynevezett Arapaima arapaima Valenciennes, 1847 amely meglehet, hogy azonos az arapaimával.
Kolumbiában a miocén kori rétegben már jelenvoltak az arapaimákra hasonló halak.

## Képek

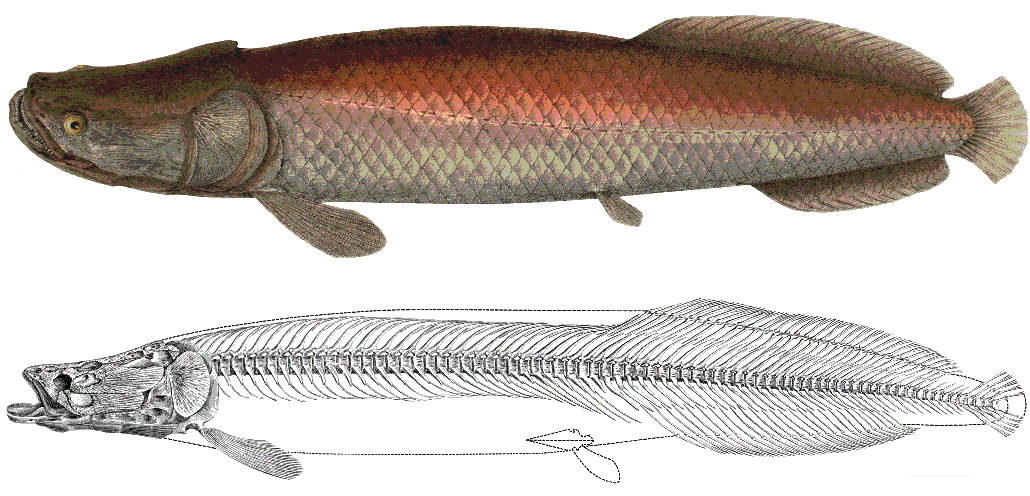
Arapaima agassizii
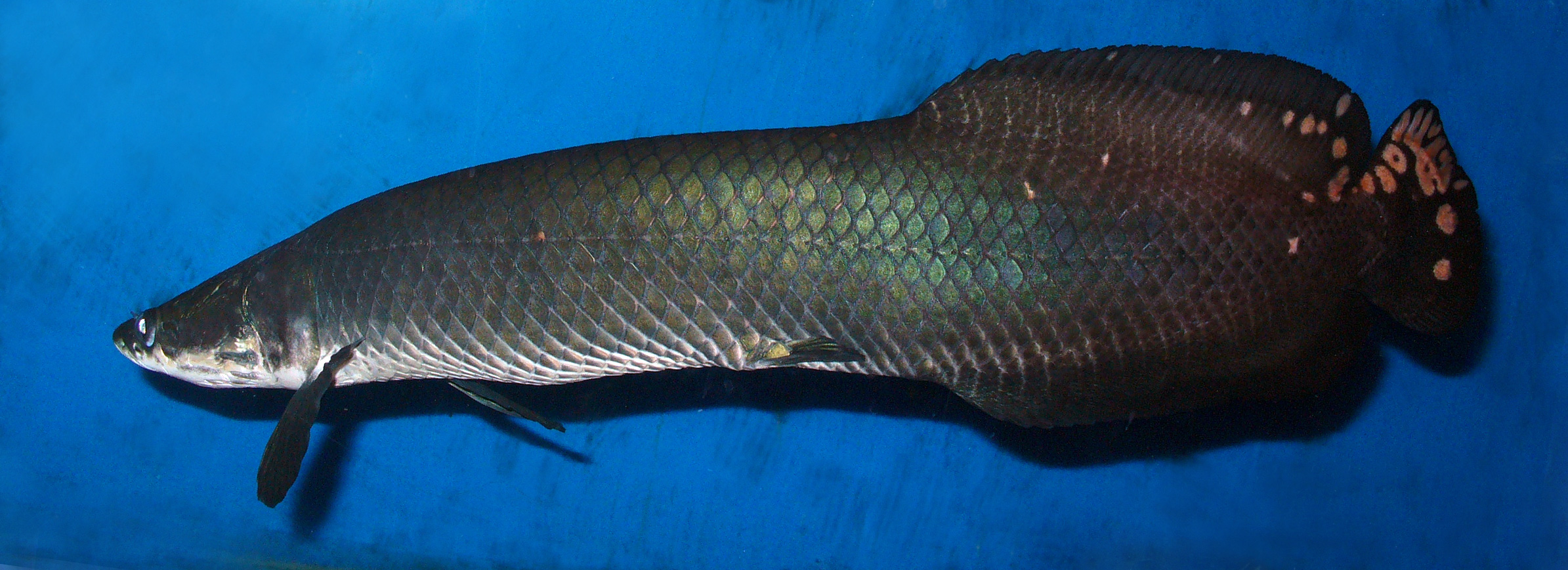
Arapaima leptosoma